# Еуфросина (царица)
Еуфросина (грчки: Εὐφροσύνη; око 790. - после 836.) је била византијска царица, супруга Михаила II Аморејца.

## Биографија
Еуфросина је рођена око 790. године као ћерка византијског цара Константина VI и царице Марије Амније. Константин се развео од Марије 795. године и послао је њу и Еуфросину у манастир на острву Принкипо. Потом је оженио своју конкубину Теодоту. Еуфросина је била у манастиру до око 823. године. Удала се за Михаила II Аморејца чиме је постала византијска царица. Њихов брак био је контроверзан. Нису имали деце. Михаило је умро 2. октобра 829. године. Наследио га је син из првог брака, Теофил, који је оженио Теодору. Могуће да је Теодору Теофилу за супругу изабрала управо Еуфросина, која је окупила девојке у двору, након чега је поново отишла у манастир.
Теодора је била присталица иконофила. Иконофилија је била забрањена од 815. године када је цар Лав V обновио иконоборство. Теодора се још два пута помиње у историјским изворима. Први пут се помиње поводом лажне вести да је Теофило погинуо у кампањи против Ел Афшина у Анадолији. Званичници царства нису желели да проверавају да ли је цар мртав, већ су одмах тражили новог кандидата за престо. Бивша царица послала је гласника своме посинку обавештавајући га да се у Цариграду спрема смена на престолу и саветујући га да се одмах врати у престоницу. Теофило се вратио у Цариград након што је сазнао вести.
Други пут Еуфросину помиње Михаило Синкел који бележи да му је бивша царица током заточења нудила храну, пиће и одећу (836. година). Тада се и последњи пут Еуфросина помиње у историјским изворима. Није позната година њене смрти.